# یواس‌اس گاندی (دی‌ئی-۷۶۴)
یواس‌اس گاندی (دی‌ئی-۷۶۴) (به انگلیسی: USS Gandy (DE-764)) یک کشتی بود که طول آن ۳۰۶ فوت (۹۳ متر) بود. این کشتی در سال ۱۹۴۳ ساخته شد.